# Serratula cardunculus
Serratula cardunculus là một loài thực vật có hoa trong họ Cúc. Loài này được (Pall.) Schischk. miêu tả khoa học đầu tiên năm 1949.